# Torneo de Mallorca 2018
El Mallorca Open 2018 fue un torneo profesional de tenis jugado en canchas de césped al aire libre. Fue la tercera edición del evento. Se llevó a cabo en el Club de tenis de Santa Ponsa, en Calviá, Mallorca (España), entre el 18 y el 24 de junio de 2018.

## Distribución de puntos
| Modalidad           | Campeona | Finalista | Semifinales | Cuartos de final | 2ª ronda | 1ª ronda | Clasificadas | 2ª ronda de clasificación | 1ª ronda de clasificación |
| Individual femenino | 280      | 180       | 110         | 60               | 30       | 1        | 18           | 12                        | 1                         |
| Dobles femenino     | 280      | 180       | 110         | 60               | 1        | -        | -            | -                         | -                         |

## Cabezas de serie

### Individuales femenino
| Tenista              | Ranking | Preclasificada |
| Caroline Garcia      | 6       | 1              |
| Angelique Kerber     | 11      | 2              |
| Anastasija Sevastova | 20      | 3              |
| Anett Kontaveit      | 24      | 4              |
| Carla Suárez         | 27      | 5              |
| Danielle Collins     | 39      | 6              |
| Lucie Šafářová       | 44      | 7              |
| Aryna Sabalenka      | 46      | 8              |

- Ranking del 11 de junio de 2018.[2]

### Dobles femenino
| Tenista                             | Ranking | Preclasificadas |
| Andreja Klepač María José Martínez  | 26      | 1               |
| Nadiia Kichenok Anastasia Rodionova | 79      | 2               |
| Monique Adamczak Renata Voráčová    | 84      | 3               |
| Oksana Kalashnikova Makoto Ninomiya | 85      | 4               |

## Campeonas

### Individual femenino
Tatjana Maria venció a  Anastasija Sevastova por 6-4, 7-5

### Dobles femenino
Andreja Klepač /  María José Martínez vencieron a  Lucie Šafářová /  Barbora Štefková por 6-1, 3-6, [10-3]